# Герб Душанбе
Герб Душанбе — офіційний символ столиці Таджикистану міста Душанбе, затверджений Душанбинським міським Маджлісом народних депутатів у 1997 році.
Авторами зображення є С. Курбанов і А. Н. Заневський. Велике зображення герба з металу встановлено на фасаді головної адміністративної будівлі державної міської влади Душанбе.

## Опис
Герб Душанбе відображає специфіку міста й мовою символів увічнює образ столиці Республіки Таджикистан.
У основі композиції герба — арки, що символізують міську браму й ворота до країни. У центрі арок поміщені гори й корона з напівколом з 7 зірок у промінні сонця, що сходить. Ці елементи державного герба і прапора підкреслюють значення міста як столиці Республіки Таджикистан.
Праворуч і ліворуч від арки проходить окантовка стилізованими крилами, а внизу поміщено оздобу у вигляді давнього таджицького декоративного орнаменту.
У верхній частині герба понад аркою надпис «Душанбе».
На передньому плані герба зображений символічний ключ від міста, розміщений на тлі розкритої книги, яка виступає символом мудрості, наук і освіченості.
Уся символічна композиція поміщена у квадраті із загостреною нижньою гранню на фоні трьох кольорів — червоного, білого і зеленого, що відповідають кольорам державного стягу держави.

## Джерело-посилання
- Емблема (Душанбе) [Архівовано 27 серпня 2010 у Wayback Machine.] (рос.) на Офіційний сайт міста Душанбе [Архівовано 6 вересня 2007 у Wayback Machine.]